# Cité Pottier
Cité Pottier är en gata i Quartier de la Villette i Paris nittonde arrondissement. Gatan är uppkallad efter markägaren M. Pottier, på vars mark gatan anlades. Cité Pottier börjar vid Rue Curial 44.

## Omgivningar
- Saint-Jacques-Saint-Christophe
- Passage de Crimée
- Rue de l'Escaut
- Passage Desgrais

## Bilder
| - Gatuskylt. - Saint-Jacques-Saint-Christophe. - Passage de Crimée. - Passage Desgrais. |

## Kommunikationer
- Tunnelbana – linje  – Crimée
- Busshållplats Crimée – Curial – Paris bussnät

### Webbkällor
- ”Cité Pottier”. Mairie de Paris. https://web.archive.org/web/20160303175711/http://www.v2asp.paris.fr/commun/v2asp/v2/nomenclature_voies/Voieactu/7735.nom.htm. Läst 21 september 2023.
- ”Cité Pottier (19ème arrondissement)”. Les rues de Paris. https://web.archive.org/web/20190926234812/http://www.parisrues.com/rues19/paris-19-cite-pottier.html. Läst 21 september 2023.